# Steve Sumner
Steven Paul „Steve“ Sumner GNZM (* 2. April 1955 in Preston; † 8. Februar 2017) war ein englisch-neuseeländischer Fußballspieler. Er nahm mit der neuseeländischen Nationalmannschaft an der Fußball-Weltmeisterschaft 1982 teil und war der erste Torschütze eines Mitglieds der OFC bei einer Weltmeisterschaft.

## Vereinskarriere
Sumner wurde in England geboren und begann dort beim FC Blackpool und Preston North End mit dem Fußballspielen. In Neuseeland schloss er sich Christchurch United an, wo er von 1973 bis 1980 spielte. Nach zwei Spielzeiten in Australien bei Newcastle KB United und dem West Adelaide SC kehrte er 1983 nach Neuseeland zurück, wo er nach Engagements bei Manurewa AFC und Gisborne City AFC seine Karriere 1989 in Christchurch beendete.
Auf Vereinsebene gewann er fünf neuseeländische Meisterschaften. Mit sechs Siegen im Chatham Cup ist er bis heute der Spieler mit den meisten Erfolgen in diesem Wettbewerb.

## Nationalmannschaft
Zwischen 1976 und 1988 bestritt Sumner 58 Spiele für die neuseeländische Nationalmannschaft.
Am 16. August 1981 erzielte er beim 13:0 im Qualifikationsspiel zur WM 1982 gegen Fidschi sechs Treffer. Nach der erfolgreichen Qualifikation wurde er als Mannschaftskapitän in das neuseeländischen Aufgebot für die Weltmeisterschaft 1982 in Spanien berufen. Im Auftaktspiel der Gruppenphase gegen Schottland erzielte Sumner in der 54. Spielminute mit dem Anschlusstreffer zum zwischenzeitlichen 1:3 das erste Tor Neuseelands und eines Mitgliedsverbands der OFC bei einer Weltmeisterschaft.
Sumner bestritt auch die weiteren Gruppenspiele gegen die Sowjetunion und Brasilien. Neuseeland schied nach drei Niederlagen in der Vorrunde aus dem Turnier aus.

## Nach der Karriere
1991 wurde er in die Hall of Fame der New Zealand Soccer Media Association aufgenommen. Vor der Eröffnung der Fußball-Weltmeisterschaft 2010 wurde ihm zusammen mit Johan Cruyff und dem ehemaligen Präsidenten Südafrikas Thabo Mbeki die höchste Auszeichnung der FIFA, der FIFA Order of Merit, verliehen.

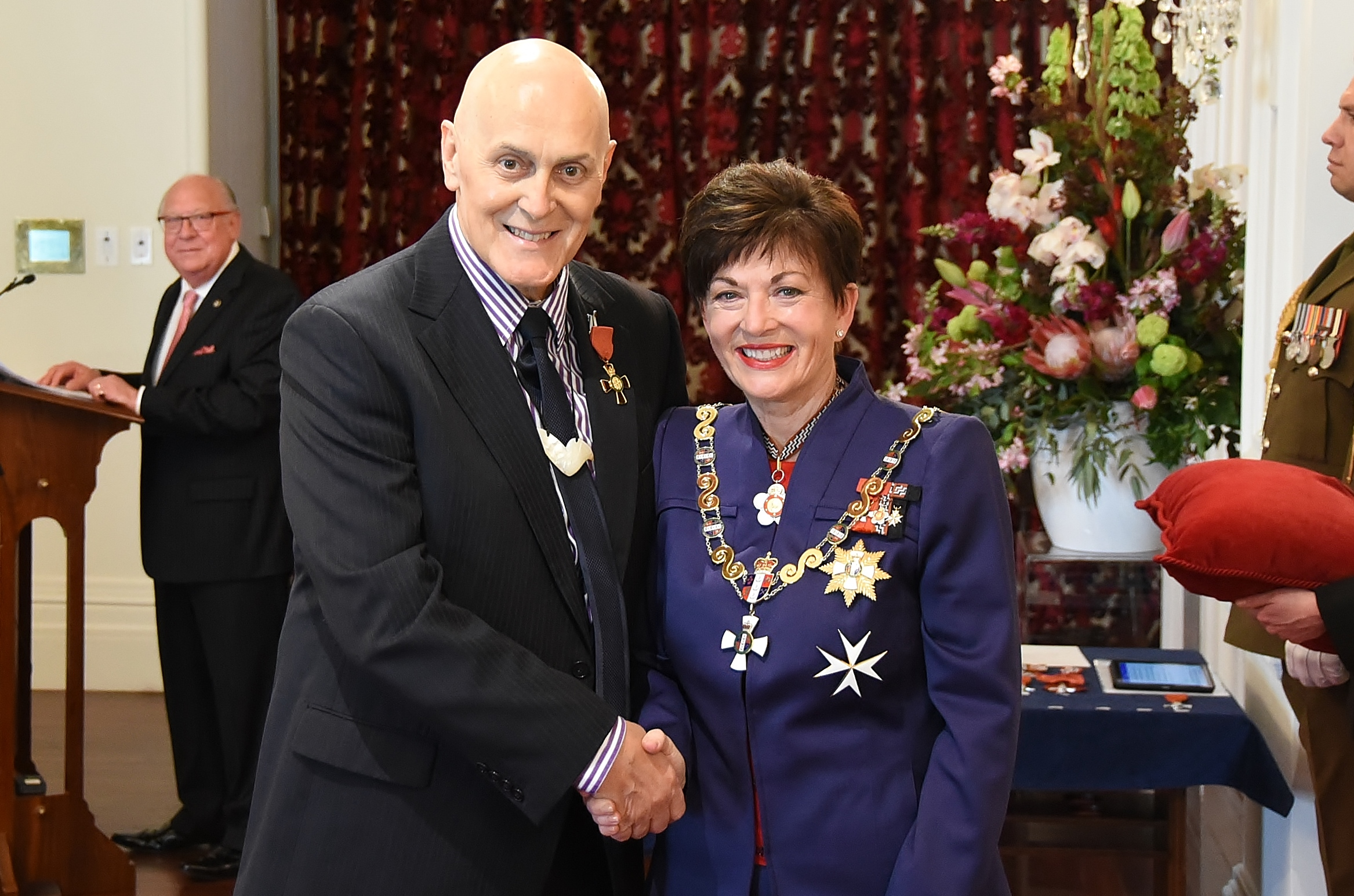
Sumner 2016 bei der Ernennung zum Ritter des New Zealand Order of Merit durch Generalgouverneurin Dame Patsy Reddy

2016 wurde Sumner zum Offizier des neuseeländischen Verdienstordens ernannt.
Im August 2015 wurde bei Sumner Prostatakrebs diagnostiziert, an dessen Folgen er am 8. Februar 2017 im Alter von 61 Jahren starb.
Seit 2018 vergibt der neuseeländische Fußballverband die "Steve Sumner Trophy" für den Man of the Match der Finalspiele um die neuseeländische Fußballmeisterschaft.

## Erfolge
- Neuseeländische Meisterschaft: 1973, 1975, 1978, 1983 und 1988
- Chatham Cup: 1974, 1975, 1976, 1984, 1987 und 1989